# Nicolas Gistou
Nicolas Gistou (Nicolas Gistow, * wahrscheinlich in Brüssel; † 19. Juli 1609 in Kopenhagen) war ein dänischer Komponist.
Über Gistous Lebensumstände ist wenig bekannt. Seit 1598 war er Altist in der Kapelle des dänischen Königs Christian IV. Von seinen Kompositionen sind zwei Madrigale, zwei Pavanen und zwei Galliarden überliefert.